# Emil Remigius Frey
Emil Remigius Frey (Basilea, 9 ottobre 1803 – Arlesheim, 17 febbraio 1889) è stato un politico svizzero.

## Biografia
Figlio di Remigius Frey, comandante di piazza, e di Anna Margarethe Burckhardt, di Basilea. Sposò Henriette Chatoney, di Morat. Dopo il liceo a Basilea studiò diritto a Basilea, Heidelberg, Gottinga e Parigi, conseguendo il dottorato nel 1825. Dal 1826 al 1831 fu libero docente all'Università di Basilea. Nel periodo dei contrasti sulla divisione del cantone di Basilea prese posizione in favore della campagna. Nel 1831 fece parte del governo provvisorio della campagna basilese e si trasferì a Münchenstein, che gli conferì la cittadinanza onoraria nel 1832. Nello stesso anno fu tra i fondatori, in qualità di vicepresidente della Costituente, del cantone di Basilea Campagna.
Avversario di Stephan Gutzwiller, fu per decenni una figura centrale del gruppo per la democrazia diretta, designato più tardi come partito del movimento. Dal 1835 fu redattore del giornale dell'opposizione, il Baselbieter Volksblatt. Fece parte di tutte le Costituenti cantonali fino al 1863, e negli anni 1832-1835, 1841-1854 e 1857-1862 fu membro e più volte presidente del tribunale cantonale. Nel 1833, 1836, 1838, 1842-1846 e 1848 rappresentò il cantone alla Dieta federale. Dopo la guerra del Sonderbund la Confederazione lo inviò come commissario in Vallese dal 1847 al 1848. Fu inoltre Consigliere nazionale dal 1848 al 1851, Consigliere di Stato dal 1854 al 1857, deputato al Gran Consiglio di Basilea Campagna dal 1862 al 1868 e Consigliere agli Stati dal 1864 al 1867. Tra il 1862 e il 1863 contribuì in misura importante al successo del movimento democratico di Christoph Rolle.
Fu membro del consiglio di amministrazione della Banca cantonale di Basilea Campagna dal 1864 al 1888, e presidente dal 1878 al 1881. Fu ancora attivo in età avanzata come pubblicista, tra l'altro per la Kritische Zeitschrift für Rechtswissenschaft e il Rechtsfreund.